# Битка код Каудинског кланца
Битка код Каудинског кланца вођена је 321. године п. н. е. између римских и самнитских снага. Део је Другог самнитског рата, а завршена је победом Самнита.

## Битка
За њу се користи израз „битка“ из чисто формалних разлога, с обзиром да није садржавала никакву непосредну борбу нити је у њој било икаквих губитака. У стварности је представљала ништа друго него лукави самнитски маневар којим је римска војска намамљена у замку, односно нашла се опкољена на подручју без извора питке воде. Римским командантима није преостало друго него да Самнитима понуде предају, што је прихваћено, али уз претходно склапање по Римљане понижавајућег мировног уговора.